# 費多西伊夫卡 (特羅伊齊克區)
49°52′10″N 38°26′27″E / 49.86944°N 38.44083°E
費多西伊夫卡（烏克蘭語：Федосіївка）是位於烏克蘭東部的村莊，由盧甘斯克州斯瓦托韋區的特羅伊齊克市鎮負責管轄。該村始建於1952年，面積8平方公里，海拔高度165米，2001年人口18，人口密度每平方公里2.3人。